# Émile Mbouh
Émile Belmont Mbouh Mbouh (Duala, Región del Litoral, Camerún; 30 de mayo de 1966) es un exfutbolista camerunés.
Jugaba de centrocampista y fue internacional absoluto por la selección de Camerún en 68 partidos entre 1985 y 1994. Participó en la Copa Mundial de Italia 1990 y Estados Unidos 1994.

## Selección nacional

### Participaciones en Copas del Mundo
| Copa            | Sede           | Resultado        |
| --------------- | -------------- | ---------------- |
| Mundial de 1990 | Italia         | Cuartos de final |
| Mundial de 1994 | Estados Unidos | Primera fase     |

### Participaciones en Copas Africanas
| Copa                           | Sede      | Resultado    |
| ------------------------------ | --------- | ------------ |
| Copa Africana de Naciones 1986 | Egipto    | Final        |
| Copa Africana de Naciones 1988 | Marruecos | Campeón      |
| Copa Africana de Naciones 1990 | Argelia   | Primera fase |
| Copa Africana de Naciones 1992 | Senegal   | Cuarto lugar |

## Clubes
| Club                     | País           | Año       |
| ------------------------ | -------------- | --------- |
| Union Douala             | Camerún        | 1984-1985 |
| Diamant Yaoundé          | Camerún        | 1986-1988 |
| Le Havre                 | Francia        | 1988-1989 |
| CS Chênois               | Suiza          | 1989-1990 |
| Vitória de Guimarães     | Portugal       | 1990-1991 |
| Benfica e Castelo Branco | Portugal       | 1991-1992 |
| Ettifaq                  | Arabia Saudita | 1992-1993 |
| Qatar SC                 | Catar          | 1993-1994 |
| Perlis FA                | Malasia        | 1995-1996 |
| Tanjong Pagar United FC  | Singapur       | 1997      |
| Kuala Lumpur FA          | Malasia        | 1997      |
| Liaoning Tianrun         | China          | 1998      |
| Sabah FA                 | Malasia        | 1999-2001 |